# Храм Усекновения Главы Иоанна Предтечи в Казённой слободе
Храм Усекнове́ния Главы́ Иоа́нна Предте́чи в Казённой слободе́ — храм Богоявленского благочиния Московской городской епархии Русской православной церкви.
Адрес: Москва, улица Покровка, дом 50 (колокольня).

## История

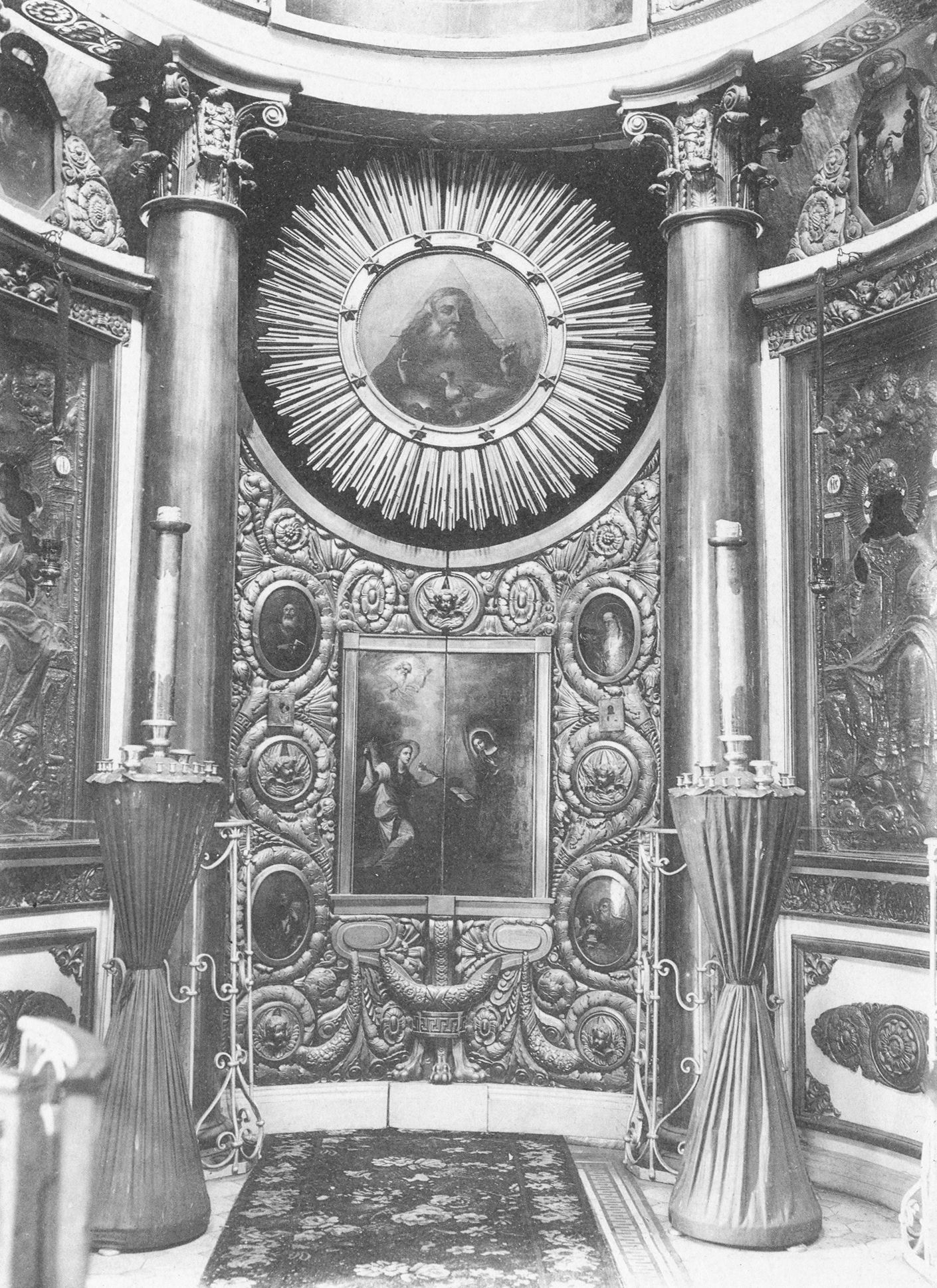
Царские врата, 1915

К 1620 году относятся первые упоминания о храме. Церковь была построена каменной, при ней была деревянная церковь Казанской иконы Божией Матери.
К 1722 году был сооружён придел святителя Николая, к 1760 году — придел святителя Димитрия Ростовского. В 1770–1772 годах были построены трапезная и колокольня. Церковь строилась по проекту архитектора Матвея Казакова и была построена в стиле московского классицизма, в форме круга с прямоугольными выступами, которые  были ориентированы по сторонам света. Снаружи здание было расчленено рустом, внутри была лепнина, хоры с балюстрадой. В народе церковь носила название — Иоаннопредтеченская церковь, Предтеченская церковь, Ивановская церковь.
Церковь была снесена в около 1935 или в 1939 году. На её месте был выстроен жилой дом (Земляной вал, 2) с магазином «Книги», находящимся на том самом месте, где была церковь. В связи с началом войны власти не успели разрушить колокольню. Внутри колокольни были устроены мастерские, парикмахерская.
К 1995 году колокольню отремонтировали, покрасили и передали православному приходу храма Апостола Иакова Заведеева в Казённой слободе. В 2001 году на ней была восстановлена звонница, установлены восемь колоколов весом от 4 до 530 кг. Святейший Патриарх Московский и всея Руси Алексий II освятил колокольню.
В 2018 году колокольня и сторожка храма переданы приходу храма Воскресения Словущего в Барашах.

## Архитектура
Сохранившаяся к настоящему времени колокольня храма выполнена трёхъярусной, прямоугольной в плане, окрашена в салатовый цвет, пилястры и декор выделены белым цветом.
Первый ярус имеет портал в стиле классицизма. Стены второго и третьего ярусов украшены портиками дорического ордера. На пилястрах находится антаблемент с архитравом, фризом и карнизом.
Второй ярус колокольни имеет три глухих и одно открытое полуциркульные окна. Окна обрамлены белой полосой архивольта с замковым камнем. Контрналичник с бровкой опирается на пилястры дорического ордера.
Третий ярус выполнен с элементами ионического ордера. Крыша третьего яруса имеет слуховые окна и четырёхугольную надстройку с раструбом и шпилем. Над позолоченным яблоком в конце шпиля находится золотой крест.
С двух сторон к колокольне накануне Великой Отечественной войны пристроены вплотную кирпичные двухэтажные здания (архитектор А. Г. Туркенидзе). К 1990 году колокольня была отнесена к памятникам архитектуры.